# Punkt złota
Punkty złota to granice określające minimalne wahania kursowe w systemie waluty złotej.
Punkt złota jest równy sumie parytetu i kosztów przesłania złota (transportu, ubezpieczenia i utraconego oprocentowania, związanego z faktem, iż kapitał reprezentowany przez przesyłane złoto nie dostarcza dochodu w czasie, gdy jest transportowany). Powyżej wartości punktu złota zamiast kupować walutę obcą na rynku walutowym, korzystniej jest wymieniać walutę krajową na złoto, wysyłać je za granicę i tam wymienić je na pożądaną walutę obcą. I odwrotnie, gdy kurs walutowy spadnie poniżej punktu złota, korzystniejszym rozwiązaniem jest akceptacja płatności z zagranicy w walucie zagranicznej. Ponieważ koszty przesłania złota są zwykle małe w porównaniu z wartością przesyłanych dóbr, system waluty złotej był w gruncie rzeczy systemem stałych kursów walutowych.

## Przykład
Zrozumienie mechanizmu ustalania granic wahań waluty złotej ułatwia przykład:
Przypuśćmy, upraszczając nieco, że parytet dolara wynosi 20 dolarów za uncję, a parytet funta – 4 funty za uncję złota. Obliczony na podstawie parytetu złota kurs obu walut wynosi wówczas 1 GBP = 5 USD. Przyjmijmy dodatkowo, że koszt transportu i ubezpieczenia złota między USA i Wielką Brytanią wynosi 5% jego ceny. Dolny i górny punkt złota wynoszą wówczas 4,75 USD za funta i 5,25 USD za funta. Transakcje zakupu i sprzedaży walut po kursie nie znajdującym się w tym przedziale nie są do zaakceptowania przez partnerów. Gdyby bowiem w Nowym Jorku żądano za 1 funta 5,30 USD, to importer amerykański, chcący zapłacić swemu brytyjskiemu partnerowi za zakupione towary 1000 GBP, zdecydowałby się na zamianę w banku amerykańskim 5000 USD na 250 uncji złota i zamieniłby je w banku londyńskim na funty. Zgodnie z parytetem funta za 250 uncji otrzymałby 1000 GBP. Licząc z kosztem transportu i ubezpieczenia, wejście w posiadanie tej sumy kosztowałoby go łącznie 5250 USD, co daje kurs 5,25 USD za 1 funta. Łatwo obliczyć, że w porównaniu z ewentualnym zakupem 1000 GBP po kursie 5,30 USD za funta, oszczędził on 50 USD. W tej sytuacji zrozumiałe staje się, że transakcje po kursie wyższym niż 5,25 USD za funta są nieopłacalne dla Amerykanów.
Podobny mechanizm działa w przypadku, gdy proponowany kurs wymiany znajduje się poniżej dolnego limitu i wynosi 4,50 USD za 1 funta. Przyjmijmy, że importer brytyjski chce zapłacić 4500 USD za towary zakupione w USA. Gdyby chciał wejść w ich posiadanie po kursie 4,50 USD, musiałby wydać na nie 1000 GBP. Znając jednak parytet dolara i funta w złocie, decyduje się na inne rozwiązanie. Wymienia 900 GBP na złoto i otrzymuje za to 225 uncji. Następnie ponosi koszty ubezpieczenia i przewozu złota do USA w wysokości 45 GBP, gdzie wymienia 225 uncji na dolary, otrzymując za nie 4500 USD. W sumie zatem importer brytyjski wszedł w posiadanie 4500 USD za 945 GBP, a więc wydał o 55 GBP mniej, niż gdyby zdecydował się kupić dolary po kursie 1 GBP = 4,5 USD. Zrozumiałe zatem, że transakcje po kursie niższym niż 4,75 USD za funta są nieopłacalne dla Brytyjczyków.